# Selenia erythrofasciata
Selenia erythrofasciata är en fjärilsart som beskrevs av Smith 1950. Selenia erythrofasciata ingår i släktet Selenia och familjen mätare. Inga underarter finns listade.